# Esáin
Esáin (Etsain en euskera y de forma oficial) es una localidad española y un concejo de la Comunidad Foral de Navarra perteneciente al municipio de Anué. 
Está situado en la Merindad de Pamplona, en la comarca de Ultzamaldea, y a 24 km de la capital de la comunidad, Pamplona. Su población en 2014 fue de 37 habitantes (INE), su superficie es de 7,6 km² y su densidad de población de 4,87 hab/km².

## Geografía física

### Situación
La localidad de Esáin está situada en la parte Sureste del municipio de Anué a una altitud de 496 m s. n. m. Su término concejil tiene una superficie de 7,6 km² y limita al norte con Adorraga; al este con Leránoz y Imbuluzqueta (Esteríbar); al sur con Sarasíbar (Esteríbar) y al oeste con Burutáin.
|                 | Norte: Adorraga            |                                          |
| Oeste: Burutáin |                            | Este: Leránoz y Imbuluzqueta (Esteríbar) |
|                 | Sur: Sarasíbar (Esteríbar) |                                          |

## Demografía

### Evolución de la población
| Gráfica de evolución demográfica de Esáin entre 2000 y 2010 |
|                                                             |
| Datos según el nomenclátor publicados por el INE.           |